# Dvoretzkys sats
Inom matematiken, i teorin av Banachrum, är Dvoretzkys sats ett viktigt strukturellt resultat bevisat av Aryeh Dvoretzky under tidiga 1960-talet. Den besvarar en fråga av Alexander Grothendieck. Ett nytt bevis upptäckt av Vitali Milman på 1970-talet var startpunkten för utvecklingen av asymptotisk geometrisk analys (även känt under namnen asymptotisk funktionalanalys och lokala teorin av Banachrum).

## Ursprunglig formulering
För varje naturligt tal k ∈ N och varje ε > 0 finns det N(k, ε) ∈ N så att om (X,  ‖.‖) är ett Banachrum av dimension N(k, ε) finns det ett delrum
E ⊂ X med dimension k och en positiv kvadratisk form
Q över E så att den korresponderande euklidiska normen
{\displaystyle |\cdot |={\sqrt {Q(\cdot )}}}
över E satisfierar
{\displaystyle |x|\leq \|x\|\leq (1+\epsilon )|x|\quad {\text{for every}}\quad x\in E.}